# Eugenia biflora
Eugenia biflora är en myrtenväxtart som först beskrevs av Carl von Linné, och fick sitt nu gällande namn av Dc.. Eugenia biflora ingår i släktet Eugenia och familjen myrtenväxter. IUCN kategoriserar arten globalt som nära hotad. Inga underarter finns listade i Catalogue of Life.